# Maisheng Shuiku
Maisheng Shuiku (kinesiska: 迈胜水库) är en reservoar i Kina. Den ligger i provinsen Guangdong, i den södra delen av landet, omkring 430 kilometer sydväst om provinshuvudstaden Guangzhou. Maisheng Shuiku ligger 42 meter över havet. Arean är 1,9 kvadratkilometer. Den sträcker sig 2,4 kilometer i nord-sydlig riktning, och 1,7 kilometer i öst-västlig riktning.
Genomsnittlig årsnederbörd är 2 134 millimeter. Den regnigaste månaden är juli, med i genomsnitt 396 mm nederbörd, och den torraste är februari, med 26 mm nederbörd.